# Liste der Kulturgüter in Biberstein
Die Liste der Kulturgüter in Biberstein enthält alle Objekte in der Gemeinde Biberstein im Kanton Aargau, die gemäss der Haager Konvention zum Schutz von Kulturgut bei bewaffneten Konflikten, dem Bundesgesetz vom 20. Juni 2014 über den Schutz der Kulturgüter bei bewaffneten Konflikten sowie der Verordnung vom 29. Oktober 2014 über den Schutz der Kulturgüter bei bewaffneten Konflikten unter Schutz stehen.
Objekte der Kategorie A sind im Gemeindegebiet nicht ausgewiesen, Objekte der Kategorie B sind vollständig in der Liste enthalten, Objekte der Kategorie C fehlen zurzeit (Stand: 1. Januar 2023).

## Kulturgüter
| Foto |                                                                  | Objekt                                            | Kat. | Typ | Standort                       | Beschreibung |
| ---- | ---------------------------------------------------------------- | ------------------------------------------------- | ---- | --- | ------------------------------ | --- |
| BW   | Datei hochladen · Wikidata zu Spätgotisches Wohnhaus (Q29575708) | Spätgotisches Wohnhaus KGS-Nr.: 15210             | B    | G   | Gislifluhweg 1 648733 / 251673 | 1627 im spätgotischen Stil erbautes Wohnhaus, vermutlich Sitz des Untervogts. Zweigeschossiger Mauerbau auf einem Felssporn über dem Dorfzentrum.                            |
| ja   | Datei hochladen · Wikidata zu Schloss Biberstein (Q1527890)      | Schloss mit Schlosstor und Scheune KGS-Nr.: 15211 | B    | G   | Schloss 98.1 648676 / 251560   | Mittelalterliches Schloss in Form eines unregelmässigen Achtecks. Bergfried zum Teil noch aus dem späten 13. Jahrhundert stammend, der Rest der Anlage spätgotisch verputzt. |